# Laetitia Casta
 Der er for få eller ingen kildehenvisninger i denne artikel, hvilket er et problem. Du kan hjælpe ved at angive troværdige kilder til de påstande, som fremføres i artiklen.

Laetitia Marie Laure Casta (11. maj 1978) er en fransk skuespiller og supermodel. 

## Karriere

### Model
Casta blev opdaget på en strand i Korsika under en familieferie i august 1993 af en fotograf fra modelbureauet Madison, herefter blev hun model under samme bureau og kom til at arbejde for mange store modehuse, bl.a. Jean-Paul Gaultier, Yves Saint Laurent, Chanel, Givenchy, Ralph Lauren og Victoria's Secret. Hendes omfattende modelarbejde gav hende international stjernestatus, og hun prydede således utallige forsider på kendte magasiner som Vogue, Sports Illustrated og  Rolling Stones, der i øvrigt kårede hende som "verdens mest sexede kvinde" i 1998. Hun er desuden en af frontfiguerne hos L'Oréal.

### Skuespiller
I 1999 gjorde Casta sin debut på film i Astérix et Obélix contre César, men det var hendes anden rolle i det romantiske tv-drama Pigen med den Blå Cykel fra 2000, der for alvor gjorde hende bemærket som skuespiller. Siden har hun medvirket i en række franske og internationale film, senest Visage af den taiwanske filminstruktør Ming-liang Tsai, hvor hun spiller over for bl.a. Fanny Ardant og Jean-Pierre Léaud. Filmen blev indstillet til Den Gyldne Palme under filmfestivalen i Cannes i 2009. Hun er nu filmaktuel som Brigitte Bardot i filmen Gainsbourg, vie héroïque.